# Kameelhalsvliegen
Kameelhalsvliegen (Raphidioptera) zijn een orde van gevleugelde insecten. Ondanks de naam zijn het geen echte vliegen, maar behoren ze tot de netvleugeligachtigen (Neuropterida). Kameelhalsvliegen zijn verwant aan de mierenleeuwen, de elzenvliegen en de gaasvliegen.
De groep is een relict en vormt in vergelijking tot andere insecten een kleine orde, die ongeveer 230 moderne soorten telt. Raphidioptera vormen een zeer oude groep van insecten, waarvan de vertegenwoordigers al 300 miljoen jaar voorkomen. Er zijn vele fossiele soorten beschreven. Inclusief de uitgestorven groepen worden er zes families erkend. De nog voorkomende kameelhalsvliegen worden verdeeld in twee families; de Raphidiidae en de Inocelliidae. Deze twee families zijn duidelijk van elkaar te onderscheiden door kenmerken van bijvoorbeeld de vleugels en de kop.
De insecten behoren tot de Endopterygota. Dit zijn de insecten die een volledige gedaanteverwisseling ondergaan. Ze werden vroeger wel tot de orde netvleugeligen (Neuroptera) gerekend, maar worden tegenwoordig als een aparte orde van insecten beschouwd. Kameelhalsvliegen zijn eenvoudig van alle andere insecten te onderscheiden door de combinatie van de grote, transparante vleugels met een duidelijk netwerk van donkere aderen en aan de lange 'kameelhals' die bestaat uit een verlengd deel van het borststuk. Mannetjes zijn duidelijk van vrouwtjes te onderscheiden doordat vrouwtjes een grote, 'angel'-achtige legboor bezitten. Hiermee leggen ze hun eitjes in spleten en barsten in boomschors.
De verschillende soorten komen wijdverbreid voor, maar vrijwel uitsluitend op het noordelijk halfrond. In tegenstelling tot veel andere insecten komen ze nooit voor in tropische gebieden. In Centraal-Europa komen ongeveer vijftien soorten algemeen voor, waarvan zes in België en Nederland.

## Naam en indeling

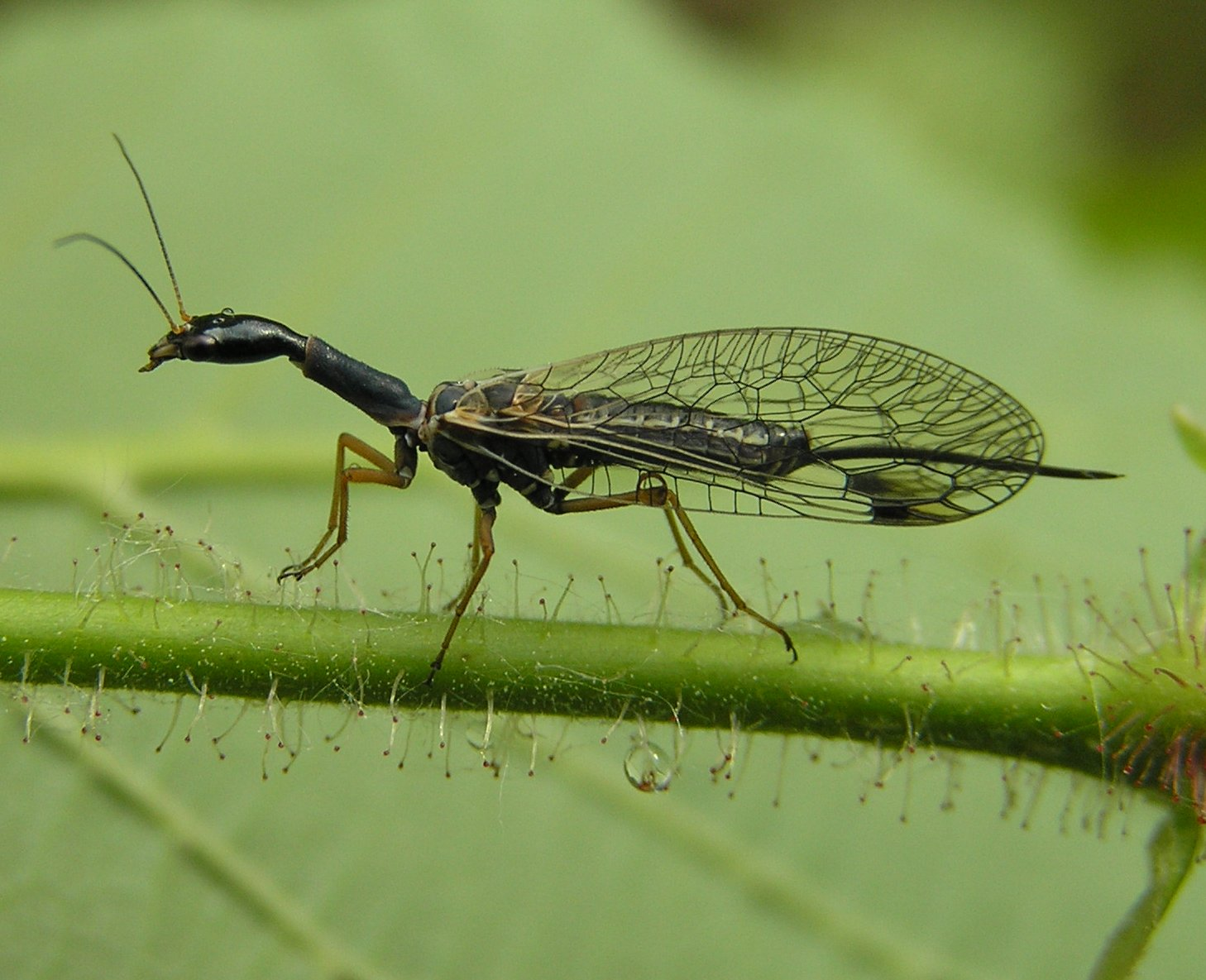
Een vrouwtje van de soort Dichrostigma flavipes, afgebeeld is een exemplaar uit Polen.

De wetenschappelijke naam van de kameelhalsvliegen werd voor het eerst geopperd door Longinos Navás in 1916 als Rhaphidioptera. Deze naam was gebaseerd op het door Linnaeus benoemde geslacht Rhaphidia. Deze had echter de spelling Raphidia gebruikt. In 1938 veranderde Andreï Vassilievitch Martynov de naam naar Raphidioptera waardoor hij vaak als auteur wordt genoemd. Anton Handlirsch wordt eveneens vaak aangehaald als auteur. Hij beschreef de groep in 1908 echter als Raphidioidea, een naam die niet meer wordt erkend.
Ook Latreille wordt wel als auteur genoemd maar deze heeft de familie Raphidiidae beschreven. Nikita Julievich Kluge opperde in 2005 dat de naam Rhaphidioptera prioriteit had omdat dit de eerst gebruikte naam is. Volgens de taxonomische regels dient inderdaad de originele spelling te worden gebruikt, maar dit geldt niet voor rangen hoger dan die van familie.
De huidige wetenschappelijke naam Raphidioptera betekent letterlijk naald-vleugeligen; Raphidio is afgeleid van rhaphis (ῥαφίς) wat Grieks is voor naald en ptera is Grieks voor 'vleugels', het enkelvoud pteron betekent vleugel. De dieren danken hun Nederlandse naam aan het verlengde voorste borststuksegmenten. Ook andere insecten met een lange 'hals' wordt om dezelfde reden verwezen naar de nek van een kameel in de naamgeving. Een voorbeeld is de graafwesp Lestica clypeata, die wel kameelhalswesp wordt genoemd.
De naam kameelhalsvlieg wordt ook andere talen wel gebruikt voor de groep, zoals Kamelhalsfliegen in het Duits en kamelhalsfluer in het Noors. In andere talen wordt de groep 'slangenvliegen' genoemd, zoals het Engelse snakeflies en het Franse mouche serpent.
De Oostenrijkse entomologen Horst en Ulrike Aspöck hebben veel onderzoek gedaan naar netvleugelige insecten zoals de kameelhalsvliegen. Het geslacht Ulrika is een eerbetoon aan Ulrike Aspöck, het geslacht werd beschreven door haar man Horst.

### Verwantschap met andere insecten
De kameelhalsvliegen behoren tot de nieuwvleugeligen (Neoptera). Ze zijn sterk verwant aan andere groepen zoals gaasvliegen en de mierenleeuwen maar hebben zich relatief vroeg afgesplitst. Op basis van kenmerken aan het DNA is onderstaand een schema weergegeven van de onderlinge verwantschappen van de verschillende groepen van de netvleugeligachtigen.
|  | Watergaasvliegen (Osmylidae)                                                            |
|  |                                                                                         |
|  | \| \| Gaasvliegen en verwanten \| \| \| \| \| \| Mierenleeuwen en verwanten \| \| \| \| |
|  |                                                                                         |
|  | Gaasvliegen en verwanten                                                                |
|  |                                                                                         |
|  | Mierenleeuwen en verwanten                                                              |
|  |                                                                                         |

|  | Gaasvliegen en verwanten   |
|  |                            |
|  | Mierenleeuwen en verwanten |
|  |                            |

|  | Watergaasvliegen (Osmylidae)                                                            |
|  |                                                                                         |
|  | \| \| Gaasvliegen en verwanten \| \| \| \| \| \| Mierenleeuwen en verwanten \| \| \| \| |
|  |                                                                                         |
|  | Gaasvliegen en verwanten                                                                |
|  |                                                                                         |
|  | Mierenleeuwen en verwanten                                                              |
|  |                                                                                         |

|  | Gaasvliegen en verwanten   |
|  |                            |
|  | Mierenleeuwen en verwanten |
|  |                            |

|  | Watergaasvliegen (Osmylidae)                                                            |
|  |                                                                                         |
|  | \| \| Gaasvliegen en verwanten \| \| \| \| \| \| Mierenleeuwen en verwanten \| \| \| \| |
|  |                                                                                         |
|  | Gaasvliegen en verwanten                                                                |
|  |                                                                                         |
|  | Mierenleeuwen en verwanten                                                              |
|  |                                                                                         |

|  | Gaasvliegen en verwanten   |
|  |                            |
|  | Mierenleeuwen en verwanten |
|  |                            |

|  | Watergaasvliegen (Osmylidae)                                                            |
|  |                                                                                         |
|  | \| \| Gaasvliegen en verwanten \| \| \| \| \| \| Mierenleeuwen en verwanten \| \| \| \| |
|  |                                                                                         |
|  | Gaasvliegen en verwanten                                                                |
|  |                                                                                         |
|  | Mierenleeuwen en verwanten                                                              |
|  |                                                                                         |

|  | Gaasvliegen en verwanten   |
|  |                            |
|  | Mierenleeuwen en verwanten |
|  |                            |

### Families
De orde Raphidioptera wordt verdeeld in twee moderne families en vier uitgestorven families. De soorten van de vier uitgestorven families zijn alleen bekend als fossiel. De nog levende vertegenwoordigers van de twee moderne families verschillen voornamelijk in de bouw van de vleugels en de kop. Soorten uit de familie Raphidiidae hebben drie zogenaamde ocellen aan de bovenzijde van de kop, dit zijn kleine oogjes, terwijl deze structuren bij alle vertegenwoordigers van de Inocelliidae ontbreken. De wetenschappelijke naam van deze laatste groep betekent letterlijk geen-ocelligen (in-ocellidae). De Raphidiidae vormen de grootste familie met ongeveer 185 soorten. De Inocelliidae vormen de kleinste familie met maar ongeveer 45 soorten. De indeling van de kameelhalsvliegen is sinds de wetenschappelijke erkenning van de groep voortdurend aan verandering onderhevig geweest. De orde is verscheidene malen opnieuw gedefinieerd op basis van een constante aanvoer van nieuwe inzichten. Het aantal bekende soorten lag in 1960 op 62 en in 2002 waren er al 206 soorten beschreven. Het totale soortenaantal, dus inclusief nog niet ontdekte soorten, wordt geschat op ongeveer 260.

### Lijst van geslachten
Onderstaand een uitklapbare tabel met de families en de geslachten. Uitgestorven groepen zijn weggelaten. De lijst is gebaseerd op BioLib.
| Naam                 | Auteur                         | Aantal soorten      |
| Familie Raphidiidae  | Familie Raphidiidae            | Familie Raphidiidae |
| -------------------- | ------------------------------ | ------------------- |
| Africoraphidia       | Aspöck & Aspöck, 1969          | 1                   |
| Agulla               | Navás, 1914                    | 17                  |
| Alena                | Navás, 1916                    | 10                  |
| Atlantoraphidia      | Aspöck & Aspöck, 1968          | 1                   |
| Calabroraphidia      | Rausch, Aspöck & Aspöck, 2004  | 1                   |
| Dichrostigma         | Navás, 1909                    | 5                   |
| Harraphidia          | Steinmann, 1963                | 2                   |
| Hispanoraphidia      | Aspöck & Aspöck, 1968          | 1                   |
| Iranoraphidia        | Aspöck & Aspöck, 1975          | 1                   |
| Italoraphidia        | Aspöck & Aspöck, 1968          | 1                   |
| Mauroraphidia        | Aspöck & Aspöck & Rausch, 1983 | 1                   |
| Mongoloraphidia      | Aspöck & Aspöck, 1968          | 64                  |
| Ohmella              | Aspöck & Aspöck, 1968          | 5                   |
| Ornatoraphidia       | Aspöck & Aspöck, 1968          | 2                   |
| Parvoraphidia        | Aspöck & Aspöck, 1968          | 3                   |
| Phaeostigma          | Navás, 1909                    | 13                  |
| Puncha               | Navás, 1915                    | 1                   |
| Raphidia             | Linnaeus, 1758                 | 24                  |
| Subilla              | Navás, 1916                    | 10                  |
| Tadshikoraphidia     | Aspöck & Aspöck & Rausch, 1968 | 2                   |
| Tauroraphidia        | Aspöck & Aspöck & Rausch, 1982 | 2                   |
| Tjederiraphidia      | Aspöck, Aspöck & Rausch, 1985  | 1                   |
| Turcoraphidia        | Aspöck & Aspöck, 1968          | 5                   |
| Ulrike               | Aspöck & Aspöck, 1968          | 2                   |
| Venustoraphidia      | Aspöck & Aspöck, 1968          | 3                   |
| Xanthostigma         | Navás1909                      | 5                   |
| Familie Inocelliidae |                                |                     |
| Amurinocellia        | Aspöck & Aspöck, 1973          | 3                   |
| Fibla                | Navás, 1915                    | 5                   |
| Indianoinocellia     | Aspöck & Aspöck, 1970          | 2                   |
| Inocellia            | Schneider, 1843                | 27                  |
| Negha                | Navás, 1916                    | 3                   |
| Parainocellia        | Aspöck & Aspöck, 1968          | 2                   |
| Sininocellia         | Yang, 1985                     | 2                   |

## Evolutie

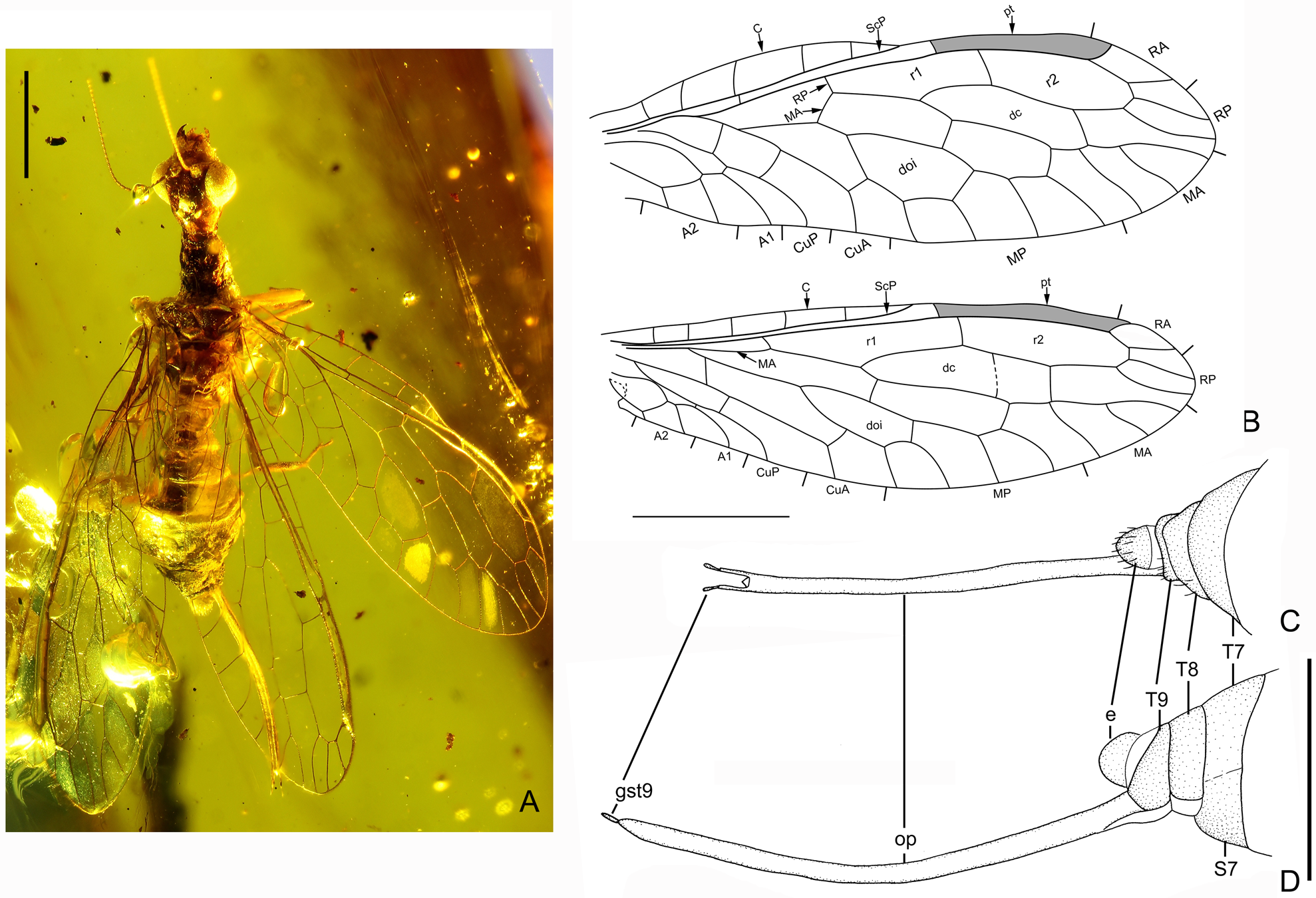
Holotype van Nanoraphidia electroburmica uit het Krijt, gevonden in barnsteen in Myanmar.

Kameelhalsvliegen zijn een van de oudst bekende groepen van insecten en zijn een orde die al 300 miljoen jaar geleden werd vertegenwoordigd. Fossiele resten die worden toegeschreven aan kameelhalsvliegen zijn gevonden vanaf het Carboon, zo'n 350 tot 280 miljoen jaar geleden. In deze periode splitsten ze zich waarschijnlijk af van de grootvleugeligen (Megaloptera), hoewel veel fossielen jonger zijn.
Vooral lagen die uit het Jura en het Krijt stammen bevatten vele fossiele vertegenwoordigers; ook in het Tertiair kwamen vele soorten voor. Veel fossielen uit deze tijd, zo'n 35 miljoen jaar geleden, zijn bekend als insluiting van barnsteen waarbij er veel lichaamskenmerken bewaard zijn gebleven. Daarnaast zijn veel fossielen gevonden die een afdruk laten zien van een kameelhalsvlieg in steen. Dergelijke fossielen zijn vaak vervormd of laten slechts een deel van het lichaam zien, zoals de afdruk van een vleugel.
Biologen vermoeden dat kameelhalsvliegen hun hoogtijdagen vierden in het Mesozoïcum. Uit het Mesozoïcum zijn ook soorten bekend die in tropische gebieden leefden, dergelijke soorten komen nu niet meer voor. Vanaf het Mesozoïcum zijn ze in vormenrijkdom achteruitgegaan, de kameelhalzen worden beschouwd als een groep van oerinsecten. De moderne vertegenwoordigers hebben in vergelijking met andere insecten een primitieve lichaamsbouw en een basale vorm van ontwikkeling van larve tot volwassen insect.

## Uiterlijke kenmerken

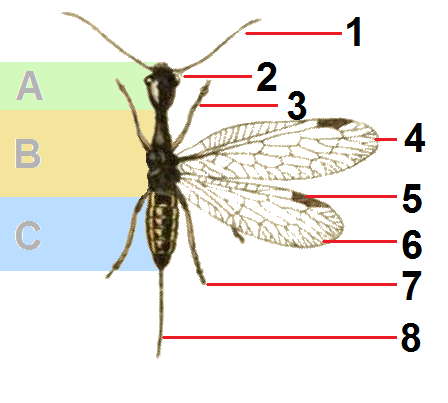
Lichaamskenmerken van een vrouwtje

Kameelhalsvliegen danken hun naam aan de lange 'nek' en zijn hier altijd makkelijk aan te herkennen. De meeste soorten blijven klein, en worden ongeveer een tot twee centimeter lang. Net als bij andere insecten wordt het lichaam verdeeld in drie delen; de kop of cephalon (A), het borststuk of thorax (B) en het achterlijf of abdomen (C).

### Kop
De kop van kameelhalsvliegen is enigszins eivormig maar is aan de voorzijde duidelijk breder dan aan de achterzijde. Aan de voorzijde van de kop liggen de kaken of mandibels. Die zijn relatief groot en sikkelvormig. Ze zijn aan de binnenzijde voorzien van kleine tandjes om prooien te kunnen verkleinen. Kameelhalsvliegen hebben net als andere insecten altijd twee antennes die aan de bovenzijde van de kop liggen vóór de ogen. De antennes hebben een zintuigfunctie en dienen vooral om een partner op te sporen. De antennes zijn altijd draadvormig of filiform en bestaan uit 35 tot 75 segmenten. De antennes zijn nooit verdikt en eindigen ook nooit in een knop, zoals bij enigszins gelijkende groepen als de mierenleeuwen en de vlinderhaften het geval is.
De kop draagt twee samengestelde ogen, deze worden ook wel facetogen genoemd en bestaan uit vele tientallen kleinere suboogjes of ommatidia. De meeste soorten hebben achter de facetogen drie kleine bij-oogjes, die onderontwikkeld zijn en alle drie bestaan uit een enkele lens. Deze oogjes worden de ocelli genoemd en hebben een ondergeschikte visuele functie. De ocelli komen ook bij andere insecten voor en kunnen geen beelden vormen maar alleen grove lichtverschillen waarnemen en dienen om van boven aanstormende vijanden aan te zien komen. De meeste insecten zijn in het bezit van ocelli, zoals vliegen of libellen, andere insecten hebben nooit ocelli, zoals de oorwormen. Bij de kameelhalsvliegen hebben ongeveer 200 soorten ocelli; bij ongeveer twintig soorten ontbreken ocelli. Dit verschil is weerspiegeld in de indeling van de kameelhalsvliegen: de soorten met ocelli worden tot de familie Raphidiidae gerekend en de soorten die geen bijoogjes hebben worden ingedeeld bij de familie Inocelliidae.

### Borststuk
Het borststuk van de kameelhalsvliegen bestaat uit drie segmenten, aan de onderzijde van het borststuk draagt ieder segment één paar poten. De achterste twee segmenten dragen aan de bovenzijde tevens één paar vleugels. De drie borststuksegmenten hebben ieder hun eigen naam; het voorste segment heet de prothorax, het middelste segment heet mesothorax en het achterste segment heet metathorax. Het voorste segment is het meest geprononceerd, omdat het duidelijk verlengd is tot een halsvormige structuur. Een vergelijkbaar lichaamskenmerk komt ook voor bij sommige andere rovende insecten, maar bij deze groepen zijn de voorste poten mee verplaatst naar voren en aan de voorzijde van de prothorax gepositioneerd, ver van de andere twee paar poten. Vaak zijn deze voorste poten omgebouwd tot gespecialiseerde vangarmen. Voorbeelden van dergelijke insecten zijn bidsprinkhanen, bidsprinkhaanvliegen en sommige wantsen als de staafwants. Bij de kameelhalsvliegen daarentegen liggen alle potenparen onder de vleugels en de voorpoten zijn niet omgebouwd tot vangarmen. De kameelhalsvliegen zijn hierdoor gemakkelijk van de andere groepen te onderscheiden.

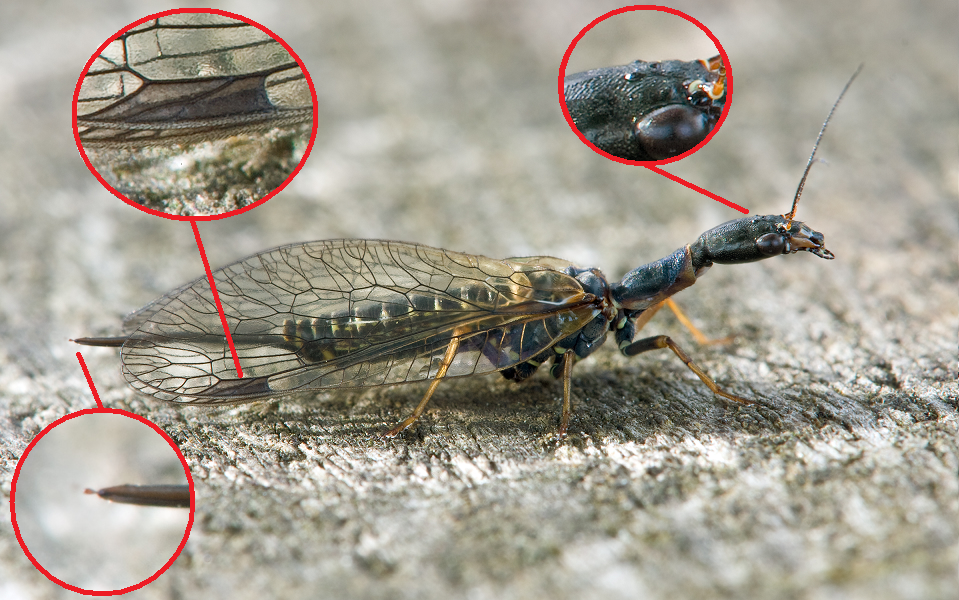
Enkele kenmerken van Phaeostigma major; tastorgaantjes aan het einde van de legboor (linksonder), pterostigma (linksboven) en ocelli (rechtsboven).

De bovenzijde van het borststuk draagt achter het verlengde borststuk een driehoekig plaatje, het scutellum genaamd. De vleugels zijn aan de bovenzijde van het borststuk gehecht en worden in rust altijd boven het lichaam gevouwen, als een soort dakje. De vleugels van de kameelhalsvliegen zijn altijd transparant, de relatief fijne vleugeladering is duidelijk zichtbaar. De aders zijn vaak donker tot zwart van kleur. De aders aan de voor- en bovenrand van de vleugels zijn gevorkt aan de vleugelrand. De voorvleugels zijn aan de bovenzijde gelegen en de achtervleugels zijn de onderliggende vleugels. Bij de meeste insecten verschilt de voorvleugel duidelijk van de achtervleugel, maar bij de kameelhalsvliegen zijn de voor- en achtervleugels vrijwel gelijkvormig. De insecten vliegen niet veel en gebruiken hun vleugels zelden. Het zijn geen behendige vliegers zoals wespen.
Alle vier de vleugels zijn voorzien van een donker en verdikt vlekje op de voorste vleugelrand of apex. Dit vlekje heet het pterostigma en de kleur en de vorm ervan spelen een rol bij de determinatie van een aantal soorten. Het pterostigma heeft een stabiliserende functie en dient voor de balans bij het vliegen. Het pterostigma wordt bij kameelhalsvliegen die behoren tot de familie Raphidiidae altijd doorkruist door een vleugelader, terwijl dit bij soorten uit de familie Inocelliidae nooit het geval is, zodat de twee families op basis van hun vleugelkenmerken goed uit elkaar te houden zijn. Bij fossiele soorten wordt met name gekeken naar de vleugelkenmerken, vaak is een vleugelafdruk het enige wat overblijft van een gefossiliseerd insect.
De poten zijn niet gespecialiseerd en zijn vergelijkbaar met die van andere insecten. Ze bestaan uit verschillende geledingen en zijn aan het lichaam gehecht door de coxa of heup, vervolgens het femur of dij en de scheen of tibia. Het uiteinde van de poten bestaat uit de tarsus of klauw, die kleine haakjes draagt. Hiermee hecht de kameelhalsvlieg zich aan de ondergrond.

### Achterlijf
Het achterlijf is het langste deel van het lichaam, dit bestaat uit tien segmenten. Bij de meeste insecten bestaat het achterlijf uit elf segmenten, maar bij onder andere de kameelhalsvliegen is het tiende segment samengevoegd met het elfde segment. De organen die betrokken zijn bij de paring zijn bij de mannetjes gelegen aan de onderzijde van de segmenten 9, 10 en 11 en bij de vrouwtjes aan de segmenten 7, 8 en 9.
De vrouwtjes hebben een opvallende langwerpige buis die de legboor of ovipositor wordt genoemd. De legboor is ongeveer even lang is als het achterlijf zelf of nog langer. Twee gepaarde aanhangsels (gonapophysen) van het achtste abdominale segment zijn versmolten tot een enkele buis en worden omringd door twee gonapophyses van het negende segment. De legbuis is zeer flexibel en mobiel, en is aan het uiteinde voorzien van tactiele organen.

### Onderscheid met andere groepen
Kameelhalsvliegen zijn door hun lange, hals-achtige borststuk niet te verwarren met andere insecten. Bij vertegenwoordigers van verwante groepen, zoals de schietmotten (Trichoptera), de grootvleugeligen (Megaloptera) en de gaasvliegen (Chrysopidae), ontbreekt deze sterk verlengde hals. De enige uitzondering is de familie Mantispidae, deze groep behoort tot de netvleugeligen en is niet direct verwant aan de kameelhalsvliegen. Beide groepen behoren wel tot de netvleugeligachtigen (Neuropterida). De Mantispidae hebben een zeer sterk gelijkende lichaamsbouw, zoals gelijkende vleugels en een verlengd voorste borststuksegment. Ze zijn echter in één oogopslag te onderscheiden aan hun tot grote vangarmen omgebouwde voorpoten, die bovendien naar voren staan. De Mantispidae lijken hierdoor sprekend op een bidsprinkhaan.
De larven worden soms verward met de larven van kortschildkevers (Staphylinidae), die er op lijken. Keverlarven hebben vaak lichaamsaanhangsels, die bij de larven van kameelhalsvliegen altijd ontbreken.

## Voortplanting en ontwikkeling

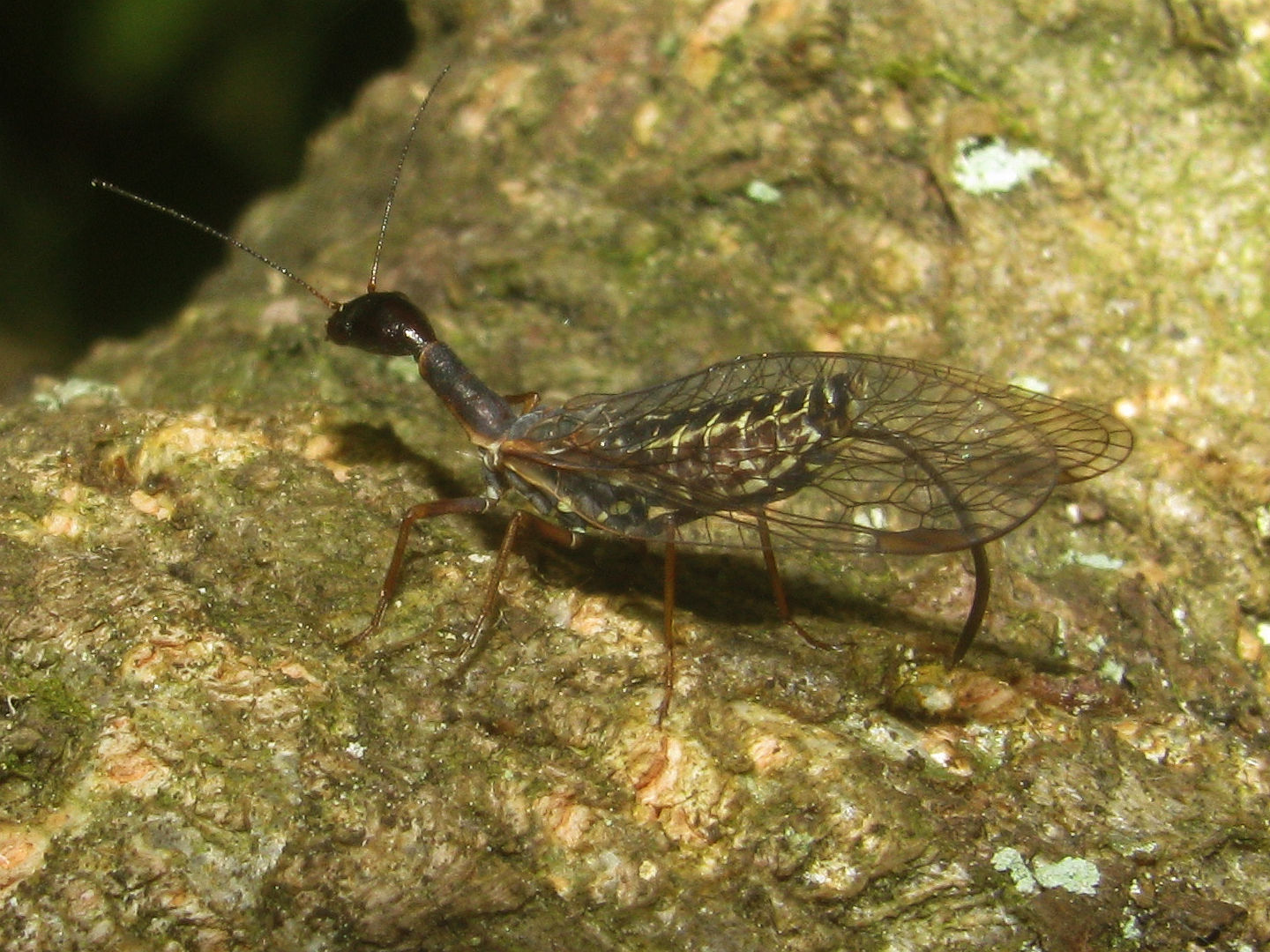
Een vrouwelijke Atlantoraphidia maculicollis tijdens de afzet van de eitjes.

Zodra de mannetjes en vrouwtjes in het voorjaar uit hun pop kruipen zoeken ze elkaar op voor de voortplanting. De paring verschilt van de meeste insecten: het mannetje zit niet op het vrouwtje en de partners nemen geen tegenovergestelde positie aan waarbij de achterlijfspunten elkaar aanraken. Het mannetje gaat achter het vrouwtje zitten en kromt zijn achterlijf vervolgens naar voren over zijn eigen lichaam heen en maakt zo contact met de achterlijfspunt van het vrouwtje. Het doet enigszins denken aan het paringswiel van libellen. De dieren paren in tegenstelling tot libellen nooit vliegend. Na de paring gebruikt het vrouwtje haar lange ovipositor of legbuis om haar eitjes af te zetten in spleten in de bast van bomen. Aan het uiteinde van de injectienaaldachtige legboor zijn twee zeer kleine tastorgaantjes aanwezig.

### Ei
Kameelhalsvliegen zijn eierleggend, in het ei vindt de embryonale ontwikkeling plaats. Die kan enige dagen tot drie weken duren. Uit het ei komt een wormachtige larve tevoorschijn die steeds vervelt en na iedere vervelling groter wordt. Als de larve zijn ei verlaat, is ze slechts enkele millimeters lang. De larven hebben een sterke neiging om zich te verspreiden, wat waarschijnlijk te maken heeft met hun grote vraatzucht. Zouden de larven bij elkaar blijven, dan zouden ze elkaar waarschijnlijk binnen korte tijd opeten. De larve leeft solitair en foerageert overdag actief op kleine dieren tussen boomschors. 's Nachts houdt de larve zich schuil. De larve is goed aangepast aan het leven in de spleten tussen het hout en de schors van bomen, het lichaam is flexibel en wendbaar en kan even snel voor- als achteruit lopen. De verschillende groeistapjes of stadia van de larve worden instars genoemd. Het aantal stadia kan variëren: meestal zijn er tien of elf stadia, maar ook larven met meer dan vijftien stadia zijn beschreven. De duur van het larvestadium hangt ook samen met omgevingstemperatuur en het voedselaanbod. Het totale larvestadium duurt ten minste een jaar maar bij de meeste soorten duurt het larvestadium twee tot drie jaar. Van enkele soorten is bekend dat de larve pas na zes jaar volledig is ontwikkeld.

### Larve

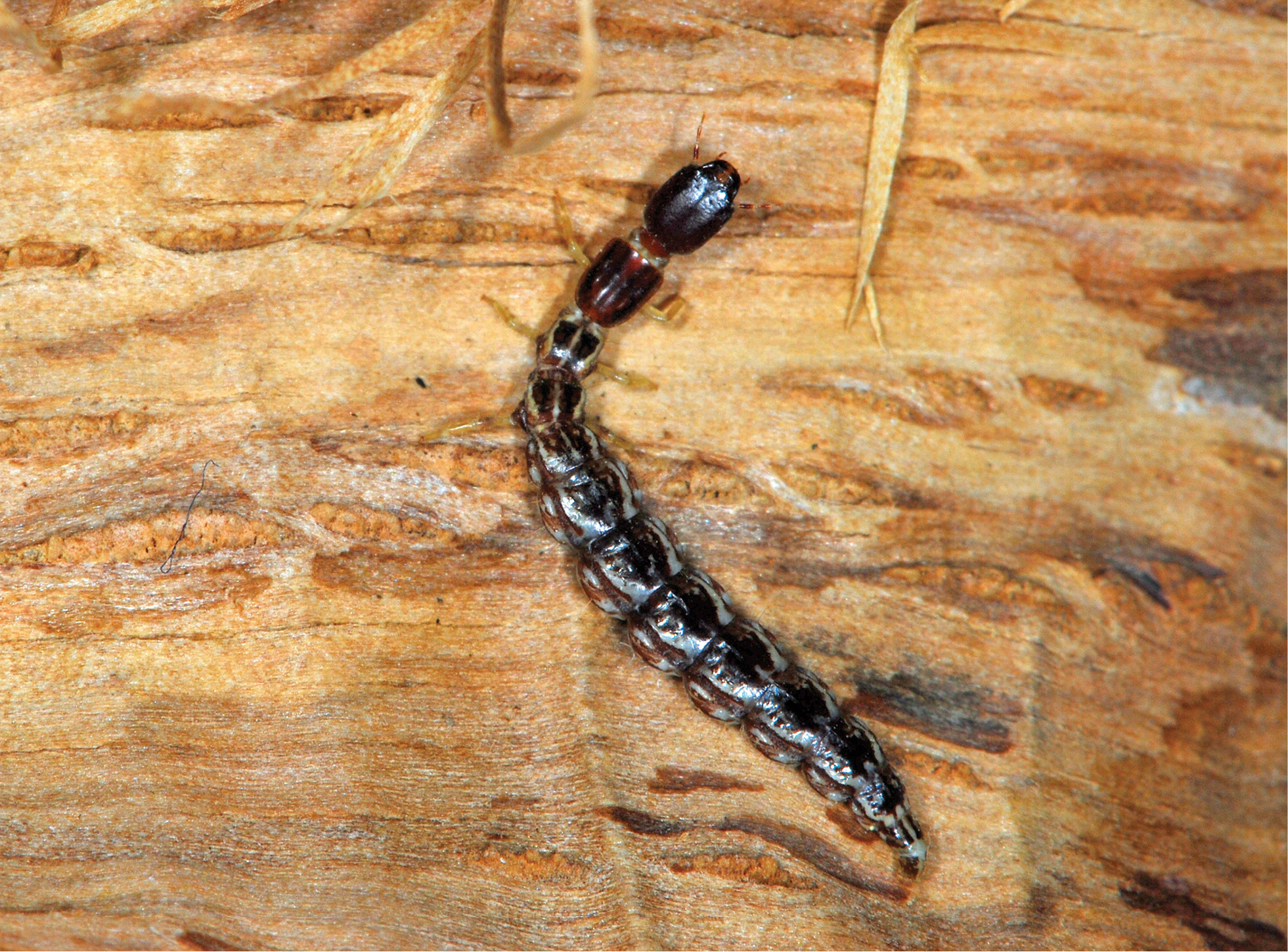
Larve van de soort Raphidia mediterranea.

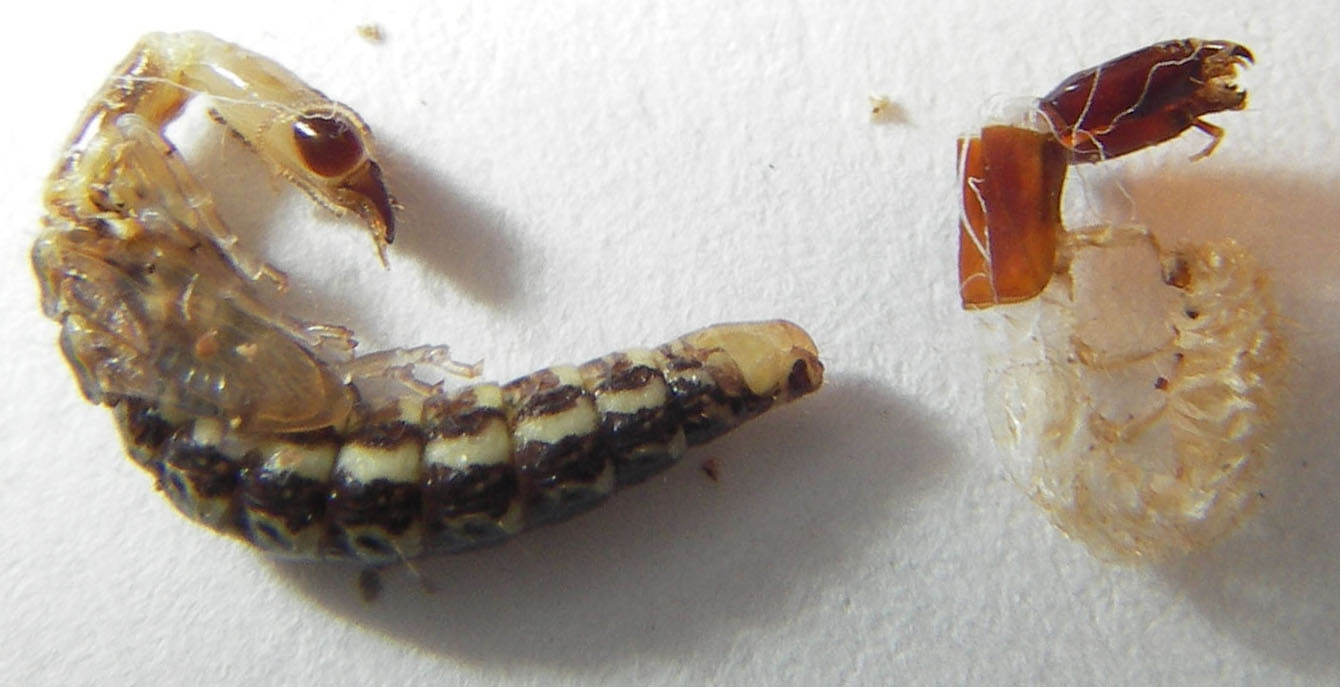
Pop (links) en vervellingshuid van een Raphidia- soort.

De larve wordt hooguit enkele centimeters lang en heeft vaak een onregelmatige kleur die niet opvalt als het dier zich op boomschors bevindt. De larve is duidelijk veel langer dan breed en enigszins wormachtig, maar heeft een duidelijk gesegmenteerd lichaam. Het lichaam is sterk afgeplat en glanzend en kaal aan de bovenzijde, aan de flanken en op het midden van de bovenzijde liggen wel groepjes kleine borstelharen die een tastzintuiglijke functie hebben. De lichaamssegmenten zijn verbreed in het midden en steken zo duidelijk af. De donkere kop en het eerste borststuksegment vallen meteen op aan de larve. Die zijn donkerder dan de rest van het lichaam en zijn uniform gekleurd.
Het eerste borststuksegment is al bij de larve duidelijk langer en zwaarder bepantserd dan de eerste twee, maar het eerste segment is nog niet zo langwerpig als bij de volwassen imagines. Zowel de kop als het eerste borststuksegment zijn daarnaast voorzien van een verharde plaat aan zowel de boven- als de onderzijde. De poten zijn relatief groot en duidelijk gesegmenteerd. Ze liggen onder het lichaam. Het eerste potenpaar ontspruit uit het verharde en donkere eerste borststuksegment, het tweede potenpaar uit het tweede segment en het derde potenpaar uit het derde segment. Het tweede en derde segment zijn vaak kleiner dan de achterlijfssegmenten, die verder sterk op de borststuksegmenten lijken.
De kop van de larve draagt net als de volwassen insecten twee grote kaken, om prooien te grijpen en te vermalen. Aan de voorzijde van de kop staan de ogen, die vaak te onderscheiden zijn aan hun donkere kleur. Bij de larven die tot de familie Raphidiidae behoren draagt de kop in totaal zeven kleine oogjes, de larven die tot de familie Inocelliidae behoren hebben altijd vier oogjes, waarvan er twee duidelijk kleiner zijn.
De larven kunnen even snel voor- als achteruit bewegen, een opmerkelijk kenmerk. Ze zijn in vergelijking met andere rupsachtige insectenlarven zeer snel en wendbaar. Als ze vooruit lopen, gebruiken ze de drie paar gelede poten aan de voorzijde, waarbij ze de rest van het lichaam meeslepen. Als ze achteruit lopen, rekken ze het lichaam uit en gebruiken ze de achterlijfspunt als een uitschuifbare 'voet'. Ze verplaatsen de achterlijfspunt naar achter en trekken dan hun lichaam weer samen. De kameelhalsvlieglarve beweegt zich dus achteruit zoals een rups. Voor een video van deze manier van voortbewegen, zie de externe link naar een video onderaan. De larve gebruikt de achterlijfspunt ook om zich vast te hechten aan het substraat. Hierbij stulpt een deel van het darmstelsel naar buiten voor gebruik als hechtorgaan. Zie voor de ontwikkeling en de levenswijze van de larve onder voortplanting.

### Pop
Als de larve zich tegen de herfst heeft ontwikkeld, knaagt ze een ondiep holletje in het hout, dat gecamoufleerd wordt met houtvezels. In het voorjaar verlaat de larve deze schuilplaats en verpopt ze. In de pop voltrekt zich een volledige gedaanteverwisseling, waarbij het lichaam van de wormachtige larve wordt omgebouwd naar het volwassen insect of imago. Bij de meeste insecten is het popstadium lethargisch ofwel inactief, waarbij het dier zich hooguit wat op- en neer kan bewegen. Bij de kameelhalsvliegen kan de pop haar poten gebruiken en net zo snel rennen als de larve. Dit stadium wordt ook wel het pre-popstadium genoemd en duurt hooguit enkele dagen. Als de 'echte' verpopping zich voltrekt hangt de pre-pop zich met haakjes aan de boomschors en werpt ze de loszittende oude larvenhuid af, waarbij de volwassen kameelhalsvlieg verschijnt.

## Ecologie

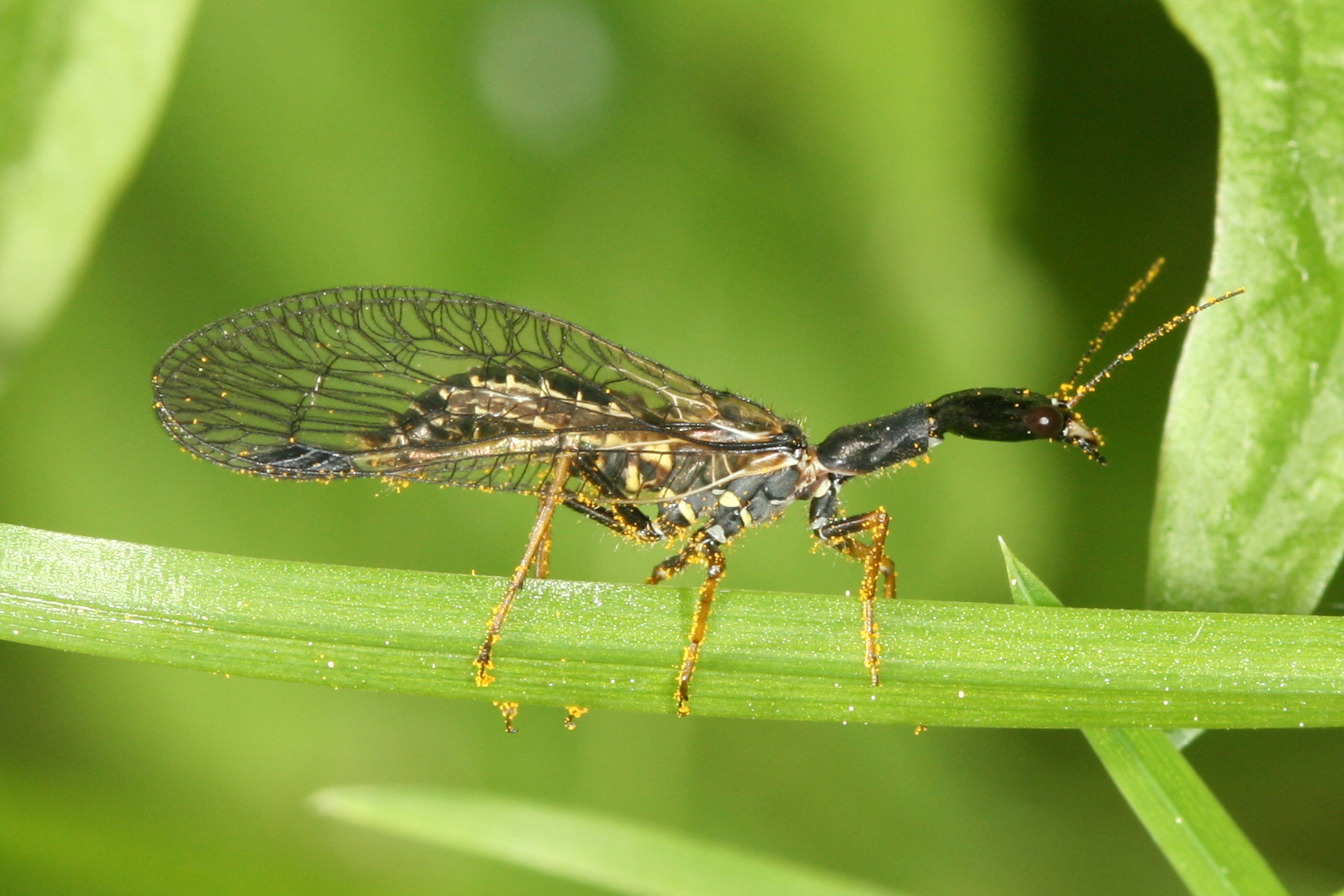
Soms wordt stuifmeel gegeten, dit exemplaar van Phaeostigma notata is er deels mee bedekt.

Kameelhalsvliegen worden vooral aangetroffen onder losse boomschors of op takjes, vaak aan een bosrand. Kameelhalsvliegen bevinden zich op warme dagen vaak in de schaduw op kleine takjes, waar ze loeren op prooidiertjes. Vanwege hun geringe lichaamslengte en hun voorkomen op houtige, schorsdragende planten jagen ze voornamelijk op kleine insecten en hun larven die van de plant eten. Alle soorten zijn vrijwel volledig carnivoor, soms wordt stuifmeel opgenomen maar nooit andere plantendelen. Hierdoor worden ze beschouwd als nuttige insecten, zie ook onder voedsel.
De larven zijn goed aangepast aan het leven onder schors, ze hebben een zeer beweeglijk lichaam en kunnen zich in kleine spleten wriemelen. Door de aan de voorzijde verbrede kop van de larve is iedere opening waar de kop doorheen past ook groot genoeg voor de rest van het lichaam, aangezien de kop het grootste deel is. De larven hebben een glad en sterk afgeplat lichaam en hebben geen vleugels die ze in de weg zitten. Ze zijn hierdoor goed aangepast om in de kleinste spleetjes te kruipen.
Kameelhalsvliegen worden gezien als een biologisch bestrijdingsmiddel omdat zowel de larven als de imagines roofzuchtig zijn en jagen op plantenetende dieren. Een nadeel is dat de larven een relatief lang stadium hebben waardoor de dieren zich niet heel snel kunnen vermenigvuldigen. Ongeveer een eeuw geleden werd een soort uit Noord-Amerika geïntroduceerd in Australië en Nieuw-Zeeland om ongedierte te bestrijden maar de soort kon zich niet handhaven.

### Voedsel
Kameelhalsvliegen zijn actieve en agressieve jagers. De volwassen dieren eten voornamelijk bladluizen maar grijpen ook andere kleine diertjes. Ook zijn de eigen jongen niet veilig, er is kannibalisme bekend. Van de volwassen dieren is waargenomen dat ze ook stuifmeel eten en stuifmeel wordt door biologen soms ook gevonden bij opengewerkte exemplaren. Stuifmeel maakt een zeer klein deel van het menu uit en het is niet bekend waarom ze het eten. Bij andere insecten dient stuifmeel als bron van eiwitten.
De larve leeft van kleine, onder de boomschors levende insecten en andere kleine diertjes, zoals spinnen en spinneneitjes. Ook kleine mijten, springstaarten, stofluizen en halfvleugeligen worden buitgemaakt en opgegeten.

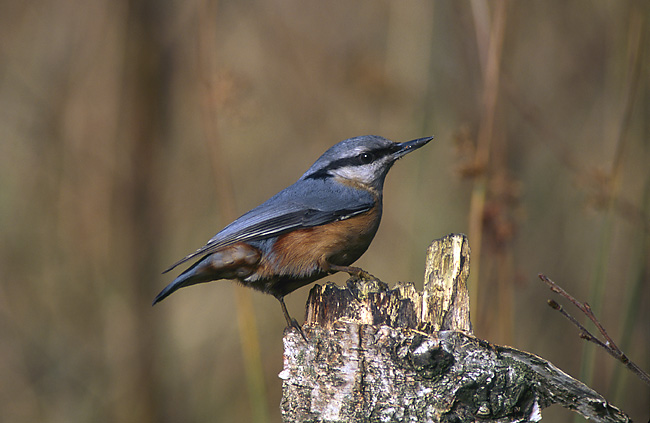
De boomklever is een van de natuurlijke predatoren.

De kameelhalsvlieg foerageert actief of ligt in schaduwrijke plekken op de loer. Als een prooi nadert, schiet de beweeglijke kop naar voren. Normaal is de lange prothorax van de vlieg schuin omhoog gericht, maar als ze een prooidier grijpt, kromt ze de 'hals' omlaag. Met de opengesperde kaken wordt de prooi gegrepen en opgegeten. Van vrouwtjes is wel beschreven dat ze tijdens het eten met hun legbuis heen- en weer bewegen, dat doet denken aan het kwispelen van een hond.

### Vijanden
Vijanden van kameelhalsvliegen zijn voornamelijk insecteneters. Daarnaast hebben ze te duchten van verschillende parasieten en parasitoïden. Het verschil tussen deze twee vijanden bestaat erin, dat parasieten hun gastheer alleen gebruiken en niet doden, terwijl parasitoïden hun gastheer uiteindelijk te gronde richten.
Hogere dieren zoals gewervelden jagen nooit specifiek op kameelhalsvliegen, maar het zijn insecteneters die alle insecten eten die niet te groot of te klein zijn. Voorbeelden van predatoren zijn reptielen, amfibieën en vogels. Vogels zijn vooral generalisten, zoals de withalsvliegenvanger (Ficedula albicollis) en vogels die hun voedsel zoeken op de schors van bomen. Aangezien veel soorten zich hier vaak ophouden vallen ze vaker aan dergelijke vogels ten prooi, voorbeelden zijn de boomklever (Sitta europaea), de grote bonte specht (Dendrocopos major) en de buidelmees (Remiz pendulinus).
Kameelhalsvliegen worden door verschillende dieren geparasiteerd, waarbij vrijwel altijd de larve het slachtoffer wordt. De larve wordt belaagd door verschillende sluip- en langsteelgraafwespen, die de larve voorzien van hun eieren. De wespenlarven eten vervolgens de larve van de kameelhalsvlieg van binnenuit op. Van slechts enkele parasieten is bekend dat ze op de imago leven, een voorbeeld zijn mijten uit de familie Erythraeidae.

## Verspreiding en habitat
Kameelhalsvliegen komen vrijwel enkel op het noordelijk halfrond voor, meer bepaald in het holarctisch gebied. In Zuid-Amerika, het centrale en zuidelijke deel van Afrika en in zuidelijk Azië, Oceanië en Australië komen ze niet voor. In het palearctisch gebied (Europa en grote delen van Azië) komen de soorten voor van Scandinavië tot de grens met het Oriëntaals gebied in India, Myanmar en Thailand. In het nearctisch gebied (Noord-Amerika) komen de kameelhalsvliegen voor in de Verenigde Staten tot zuidelijk in delen van Mexico. In de Verenigde Staten komen vrijwel alle soorten voor ten westen van de Rocky Mountains. In Afrika zijn de dieren alleen bekend uit berggebieden ten noorden van de Sahara.

### Habitat
Kameelhalsvliegen komen in tegenstelling tot de meeste insecten niet voor in tropische gebieden. Dit heeft waarschijnlijk te maken met de omstandigheden waarbij de insecten zich ontwikkelen. Veel soorten hebben een koude periode nodig van rond het vriespunt om de verpopping te doen aanvangen. Als een dergelijke periode ontbreekt, kunnen ze zich niet ontwikkelen tot een volwassen insect en zich dus ook niet voortplanten, zie ook onder het kopje voortplanting en ontwikkeling. Er zijn wel fossiele (uitgestorven) soorten gevonden die in tropische gebieden leefden.
Kameelhalsvliegen hebben zelden een groot verspreidingsgebied. Veel soorten zijn slechts bekend van een enkele geografische locatie, zoals een bepaald bos of een bergketen.

### In België en Nederland

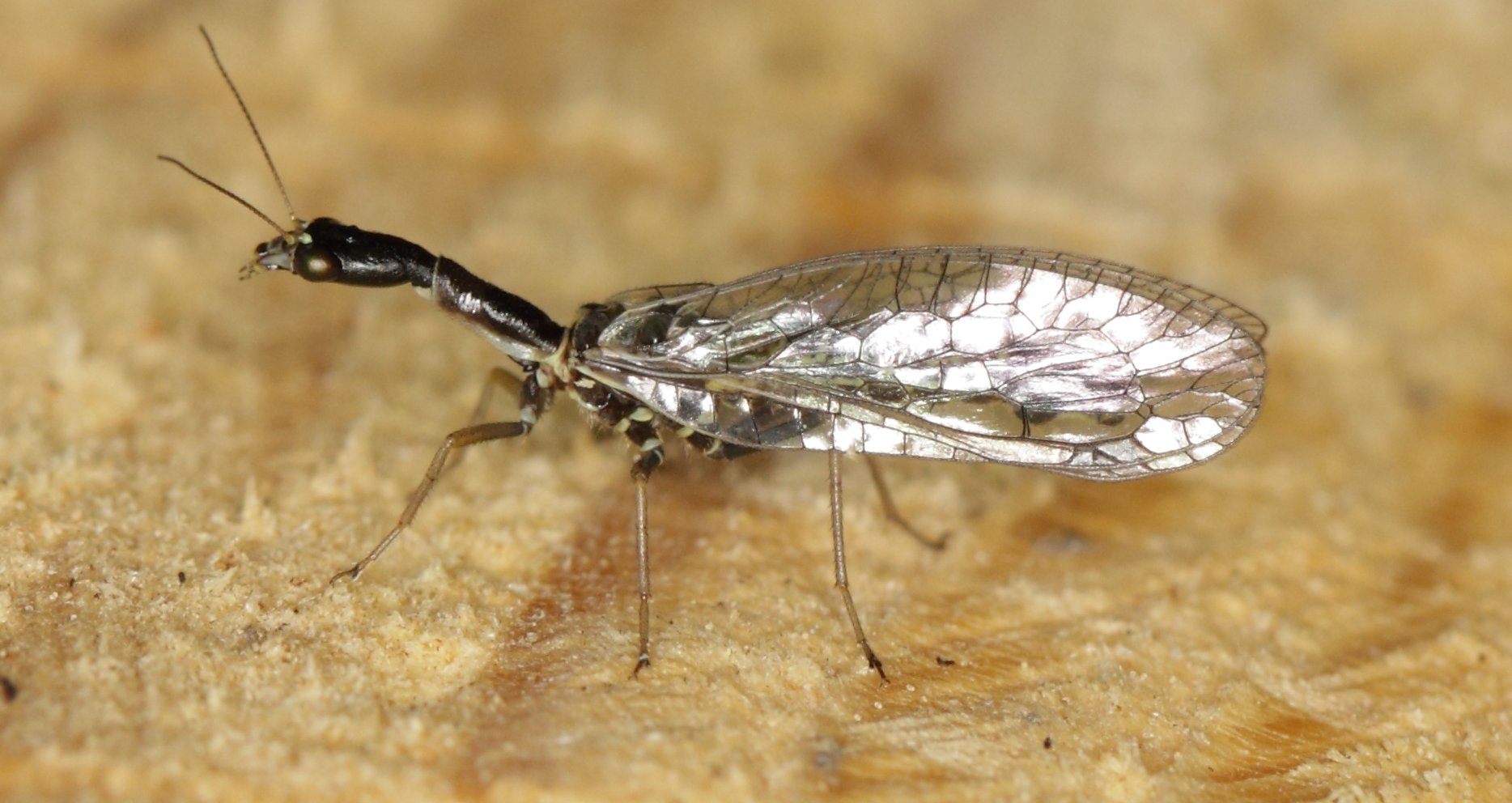
Raphidia ophiopsis komt ook voor in België en Nederland, afgebeeld is een mannetje.

In België en Nederland komen zes soorten kameelhalsvliegen voor. Geen van deze soorten heeft een officiële Nederlandstalige naam, alle soorten heten 'kameelhalsvlieg'. De onderstaande soortenlijst is gebaseerd op het Nederlands Soortenregister en de checklist voor België van Lock (2010).
De volgende soorten komen en België en Nederland voor, met de auteur en de familie waartoe een soort behoort.
| Naam                         | Auteur          | Familie      |
| ---------------------------- | --------------- | ------------ |
| Inocellia crassicornis       | Schummel, 1832  | Inocelliidae |
| Atlantoraphidia maculicollis | Stephens, 1836  | Raphidiidae  |
| Phaeostigma notata           | Fabricius, 1781 | Raphidiidae  |
| Raphidia ophiopsis           | Linnaeus, 1758  | Raphidiidae  |
| Subilla confinis             | Stephens, 1836  | Raphidiidae  |
| Xanthostigma xanthostigma    | Schummel, 1832  | Raphidiidae  |